# Stenoonops minutus
Stenoonops minutus är en spindelart som beskrevs av Chamberlin och Ivie 1935. Stenoonops minutus ingår i släktet Stenoonops och familjen dansspindlar. Inga underarter finns listade i Catalogue of Life.